# Valico di Karni
Il valico di Karni (ebraico: מעבר קרני, arabo: معبر كارني o معبر المنطار) è stato un terminale di carico sul lato israeliano della barriera tra Israele e la Striscia di Gaza, chiuso nel 2011. Si trovava nella parte nord-orientale della Striscia di Gaza e fu costruito nel 1994, al fine di consentire ai commercianti palestinesi l'esportazione e l'importazione di merci.
Il valico è stato chiuso definitivamente nel Marzo 2011. Nel 2022 le ultime strutture rimanenti furono demolite dall'esercito israeliano.
Karni era gestito dalla Autorità Aeroportuale Israeliana.
Nel corso dell'Intifāda di al-Aqsa (nota anche come Seconda Intifada), il terminale di Karni è stato attaccato più volte da militanti palestinesi sia con attacchi di mortaio che con assalti di fanteria frontali. Sia palestinesi che israeliani sono stati uccisi in questi attacchi. 